# Międzyrzecka Muza
Międzyrzecka Muza – nagroda ustanowiona przez Radę Miasta Międzyrzec Podlaski za wybitne osiągnięcia dla twórców i działaczy kultury reprezentujących instytucje, organizacje i stowarzyszenia działające na terenie miasta Międzyrzec Podlaski.